# Steal This Album
| Recensione       | Giudizio |
| ---------------- | -------- |
| AllMusic         |          |
| RapReviews       |          |
| Robert Christgau | A        |

Steal This Album è il terzo album in studio del gruppo musicale statunitense The Coup, pubblicato nel 1998.

## Tracce
Testi di RJ Riley, T. Jones (traccia 9), Keith McArthur (traccia 14), musiche di Boots, Pam The Funkstress (traccia 5), Edifice (traccia 7), Brother K (traccia 14).
1. The Shipment – 4:27
2. Me and Jesus the Pimp in a '79 Granada Last Night – 7:10
3. 20,000 Gun Salute – 3:59
4. Busterismology – 5:02
5. Cars & Shoes – 4:38
6. Breathing Apparatus – 4:27
7. U.C.P.A.S. – 4:20
8. Pizza Man (Skit) – 0:30
9. The Repo Man Sings for You – 4:26
10. Underdogs – 6:07
11. Sneakin' In – 1:40
12. Do My Thang (Skit) – 2:56
13. Piss on Your Grave – 5:27
14. Fixation – 3:59

## Classifiche
| Classifica (1998)         | Posizione massima |
| ------------------------- | ----------------- |
| Stati Uniti (heatseekers) | 37                |
| Stati Uniti (R&B/hip-hop) | 51                |